# Église Saint-Basile-de-Césarée-et-Saint-Alexis-d'Ugine de Nantes
Pour les articles homonymes, voir Église Saint-Basile et Église Saint-Alexis.
L'église Saint-Basile-de-Césarée-et-Saint-Alexis-d'Ugine, située dans le quartier Nantes Erdre (Beaujoire) de Nantes, en France, est une église orthodoxe inaugurée en 2005.

## Situation
L'église Saint-Basile de Nantes est située sur le boulevard de la Beaujoire, à proximité immédiate de l'église Saint-Georges des Batignolles, de l'église protestante évangélique de la Beaujoire et du stade de la Beaujoire.

## Historique
La première paroisse orthodoxe a été organisée à Nantes en 1927 par un hiéromoine, le Père Pierre (Verdène), ancien prêtre catholique ayant rallié l'église mariavite de Pologne. Cette fondation, la deuxième dans l'ouest de la France après Caen un an auparavant, s'expliquait notamment par la présence d'une importante communauté d'anciens Russes blancs venue s'installer dans la région à la suite de la Révolution russe, communauté orthodoxe qui fut renforcée quelques années après par l'arrivée de réfugiés grecs d’Asie Mineure ayant fui la guerre d'indépendance turque. Le processus de fondation de cette paroisse fut d'ailleurs inhabituel, car ordinairement elle était le résultat de l'initiative de la métropolie parisienne qui, après une commission d'enquête diligentée sur place, décidait de la fondation d'une paroisse selon des critères quantitatifs, soit la présence minimale requise de 200 personnes pour que celle-ci soit instituée par le Métropolite Euloge (Guéorguiesvsky) (1868-1946),.
À la suite de l'exclusion du clergé du Père Pierre, son vicaire le Père Eugène Coulon, Français converti à l'orthodoxie, prit en main les destinées de la paroisse sous la responsabilité canonique du prêtre de Bordeaux (la paroisse nantaise sera la seule dans l'ouest à avoir toujours été dirigée par un Français). Il bénit une chapelle dans sa maison qui abritait également son atelier de forgeron (il était maréchal-ferrant de profession), et organisa la paroisse orthodoxe de Nantes, sous le nom d'« association cultuelle orthodoxe de la Loire-Inférieure », dont les statuts parurent au Journal Officiel du 11 juin 1932.
À cette époque, les offices religieux étaient célébrés en français et en slavon, dans un local loué au no 119 rue Galilée dans l'actuel quartier Bellevue - Chantenay - Sainte-Anne.
Pendant l’occupation allemande, l'activité de la paroisse cessa momentanément, mais le lieu de culte fut néanmoins régulièrement entretenu.
Après la guerre, le père Eugène, déjà très âgé, ne célébra plus les offices, et la paroisse n'ayant pas de moyens financiers importants, ne pouvait entretenir un prêtre à demeure. C'est pourquoi on en fit venir un de Paris, seulement à l’occasion des grandes fêtes, soit trois ou quatre fois l’an.
En 1959, Mgr Wladimir (Église orthodoxe russe hors frontières) nomma le Père André Bredeau qui résidait à Nantes comme recteur de la paroisse. Mgr Meletios (Métropolite de France) donna aussi sa bénédiction afin qu’il desserve également la communauté grecque. À la chapelle de la rue Galilée seront alors célébrés des offices en français, avec parfois du slavon ou de grec suivant les besoins de la communauté.
Cependant, le local de la rue Galilée changea de propriétaire, et le loyer fut quintuplé. Cette situation obligea la paroisse à quitter les lieux et se retrouva donc sans chapelle. Les orthodoxes de Nantes tenant alors leurs offices dans les églises catholiques, ce qui nécessitait à chaque fois de tout déménager.
En 2001, la communauté décide finalement de se doter d'un lieu de culte permanent. La location d'un nouveau local ou la construction d'une église sont envisagées, mais le prix de l'immobilier décourage nombre de paroissiens. C'est alors qu'au mois de mars 2002, deux donateurs russes se proposent d'offrir une église en bois à la paroisse. Cette dernière sollicite dès lors la municipalité afin d'obtenir un terrain sur lequel sera édifié le lieu de culte, ainsi qu'un bâtiment annexe abritant salle paroissiale, salle de réunion et logement d'appoint.
En attendant, la chapelle fut d'abord construite en kit, dans une entreprise de Rodniki, une petite ville située près d'Ivanovo, et reprend le style des édifices religieux que l’on trouve en Russie.
Les 56 tonnes de rondins, planches, portes et fenêtres furent ensuite acheminées en un mois entre août et septembre 2002 vers Nantes et furent entreposées au grand séminaire interdiocésain catholique Saint-Jean des Pays de la Loire, situé rue de la Gourmette, près du boulevard Lelasseur à Nantes.
Après de nombreuses tractations avec la mairie de Nantes, un bail emphytéotique de cinquante ans a été approuvé par le conseil municipal du 26 juin 2004, pour la mise à disposition d'un terrain dans le quartier de la Beaujoire.
La chapelle fut alors construite entre 2004 et 2005 avec l'aide de trois ouvriers russes installés à Nantes, secondés par des paroissiens bénévoles.
L'édifice fut consacré aux saints Basile et Alexis en août 2005.
Au XXIe siècle, la paroisse orthodoxe de Nantes rayonne sur un territoire assez vaste comprenant la Loire-Atlantique, le Maine-et-Loire, la Vendée et la Charente-Maritime, regroupant en tout plus de trois cents familles venant d'horizons divers, allant, outre bien entendu la France, des pays de l'Est (Russie, Ukraine, Bulgarie, Roumanie, Serbie, Géorgie , etc.) à la Grèce en passant par le Proche Orient (Syrie, Liban , etc.),. En Vendée, une paroisse a été mise en place en renfort à Noirmoutier avec une église aux environs de La Roche-sur-Yon.

## Architecture
L'ensemble architectural comporte deux constructions en rondins empilés : la chapelle et la maison paroissiale.

### La chapelle
La chapelle offerte par des donateurs en Russie[réf. nécessaire] mesure 8 m sur 10 m ; sa structure est faite de rondins de mélèze de Sibérie. Chacun d'entre eux a été taillé en Russie puis mis en place, numéroté, démonté, acheminé par camion et remonté à Nantes par des bénévoles russes. Les murs ont été remontés en trois semaines, chaque rondin a été raboté pour retrouver sa couleur d'origine, puis ajusté. Afin d'assurer l'isolation de l'édifice de la laine de mouton non lavée a été utilisée.
Les coupoles (ou bulbes) sont en bardeaux de châtaignier. Chaque tuile a été taillée à la main puis agencée sur le bulbe déjà en place. Le toit est en ardoise nantaise.
La communauté sollicita le peintre fresquiste Louis Roger (1928-2018), qui réalisa une fresque avec l'iconographe ukrainienne Ludmila Titchenkova dans l'église

### La maison paroissiale
Contrairement à la chapelle, la maison paroissiale fut construite en kit par une entreprise de Saint-Pétersbourg et remontée sur place en 2006.

## Offices
En 1921, les émigrants russes fuyant le régime soviétique ont créé « L’Archevêché », successeur légal et continuateur direct de l'« Administration provisoire des paroisses russes en Europe occidentale » fondée par le saint patriarche Tikhon de Moscou et confiée à l'archevêque Euloge. Il fut remplacé par un exarchat orthodoxe russe temporaire du saint Trône apostolique et patriarcal de Constantinople en Europe occidentale, ouvert à titre provisoire par le patriarche œcuménique Photios à la demande du métropolite Euloge. Celui-ci était privé de la possibilité d'entretenir des liens réguliers et normaux avec son centre historique, étant soumis à un pouvoir athée et antireligieux qui avait déclenché une persécution sanglante contre l'Église et ses fidèles. Jusqu'en 2019, la paroisse orthodoxe Saint-Basile-de-Césarée était dépendante de l'archevêché des églises orthodoxes de tradition russe en Europe occidentale dont le siège est rue Daru à Paris et qui fut longtemps une juridiction du patriarcat œcuménique de Constantinople mais dont l'archevêque décide en septembre 2019 de rejoindre le patriarcat de Moscou. En effet, l'Archevêché est resté sous l'autorité canonique du patriarcat œcuménique jusqu'au 27 novembre 2018. À cette date, le patriarcat œcuménique a aboli l'Exarchat. Une assemblée générale extraordinaire de l'Archevêché réunie le 23 février 2019 s'est prononcée à une majorité de 93 % pour le maintien de l'existence et de l'intégrité de l'Archevêché. En septembre 2019 une demande de rattachement canonique a été adressée au patriarcat de Moscou conformément aux espérances du métropolite Euloge,,,.Comme d'autres paroisses refusant cette décision, l'église orthodoxe Saint-Basile-de-Césarée-et-Saint-Alexis-d'Ugine est depuis fin 2019, à la suite d'un vote d'une partie des paroissiens, rattachée au Vicariat créé en 2019 de La Métropole orthodoxe grecque auprès de la Métropole de France, ce qui lui permet de rester fidèle au patriarcat de Constantinople.
Le français est la langue principale des offices.